# Darzamat (cràter)
Darzamat és un cràter sobre la superfície del planeta nan Ceres, situat amb el sistema de coordenades planetocèntriques a -38.87 ° de latitud nord i 84.28 ° de longitud est. Fa un diàmetre de 92 km. El nom va ser fet oficial per la UAI el 15 d'octubre del 2015 i fa referència a Dārza-māte, esperit letó, «mare dels jardins».